# 841 v.Chr.
Het jaar 841 v.Chr. is een jaartal volgens de christelijke jaartelling.

## Gebeurtenissen

### Assyrië
- Koning Salmanasser III verovert Syrië en Palestina, hij maakt plannen om Egypte te veroveren.

### Palestina
- De koninkrijken Juda en Israël worden vazalstaten van het Assyrische Rijk.
- Koning Atalja (841 - 835 v.Chr.) heerser over het koninkrijk Juda.
- Koning Jehu van Israël brengt in het paleis van Kalhu eerbetoon aan Salmanasser III.